# .aaa
.aaa là gTLD dành cho thương hiệu được gán cho DNS trong Chương trình gTLD Mới của ICANN vào ngày 28 tháng 8 năm 2015. Việc đăng ký sẽ do Hiệp hội Ô tô Hoa Kỳ (AAA), một tổ chức phi lợi nhuận và câu lạc bộ ô tô lớn nhất thế giới với 53,3 triệu thành viên. Neustar sẽ cung cấp các dịch vụ đăng ký back-end.
Mục tiêu chính của tên miền là bảo vệ thương hiệu của mình và cung cấp danh tính độc đáo và không gian trực tuyến đáng tin cậy cho các thành viên, giám đốc, cán bộ, câu lạc bộ địa phương và khu vực cũng như nhân viên và các công ty con của tổ chức mẹ. Nếu được cơ quan quản lý internet chấp thuận, các tổ chức có kế hoạch cung cấp đăng ký tên miền .aaa miễn phí hoặc giá sẽ được thiết lập dựa trên phương thức bù đắp chi phí.